# Laura Miclo
Laura Miclo, née le 23 mai 1988 à Saint-Dié-des-Vosges, est une athlète française spécialiste du demi-fond et du cross-country.
Elle commence la compétition en 2004 au sein de l'Athlétique club de la Haute-Meurthe.
Sa meilleure performance est un titre national de cross court obtenu le 7 mars 2010 à La Roche-sur-Yon. Les deux années suivantes la voient plus discrète, marquées par trois fractures de fatigue. Elle s'essaie malgré tout au duathlon.
Fin 2012, elle rejoint l'Athlétique sport aixois, qui lui permet de concilier la compétition et sa profession de manipulatrice en radiologie.

## Palmarès
- 2014 :
  - Championnat de France de cross court : médaille d'argent.
- 2013
  - Championnat de France de cross court : médaille de bronze.
- 2010 : 
  - Record de Lorraine espoir 800 m : 2 min 05 s 37
  - Championne de France de cross court en 10 min 35 s
  - 3e du 1 500 mètres aux championnats de France en salle en 4 min 18 s 74 (record de Lorraine).
  - Championne de France universitaire du 800 m en salle.
- 2009 :
  - Championnats d'Europe de cross : 28e espoir (Médaille de bronze par équipe)
  - Championnats d'Europe 1 500 m espoir : finale 10e (série 5e)
  - Championne de France espoir 800 m
  - Vice-championne de France espoir 800 m en salle
  - Record de Lorraine espoir 1500 m : 4 min 15 s 03
  - Record de Lorraine espoir et senior 800 m en salle : 2 min 08 s 08
  - Record de Lorraine espoir et senior 1 500 m en salle : 4 min 20 s 67
- 2008 :
  - Championnats d'Europe de cross : 22e espoir
  - Vice-championne de France espoir 1 500 m
- 2007 : 
  - Championnats d'Europe 800 m junior : 9e
  - Championne de France junior 1 500 m
  - Match Méditerranée ITA-ALG-ESP-FRA-TUN junior 1 500 m : 1re
- 2006 :
  - Vice-championne de France junior 800 m
  - Vice-championne de France junior 800 m en salle